# 墳墓灣
60°42′S 45°37′W / 60.700°S 45.617°W
墳墓灣是南極洲的海灣，從博爾赫灣的西南面延伸，位於西格尼島的東岸，處於奧韋爾冰川下游，現時由南極條約體系管理。